# 제1차 모로코 위기
제1차 모로코 위기 또는 탕헤르 위기는 1905년 3월 31일부터 1906년 4월 7일까지 모로코의 지위를 둘러싸고 발생한 국제 위기이다. 독일 제국은 모로코에 대한 프랑스 제3공화국의 통제력 강화에 도전하려 했고, 이는 프랑스와 영국을 격분시켰다. 이 위기는 1906년 알헤시라스 회담으로 해결되었는데, 주로 유럽 국가들이 참여한 이 회담에서 프랑스의 모로코 통제가 확고해졌다. 이 때문에 프랑스와 영국 모두와 독일의 관계는 더욱 악화되었고, 새로운 영불 협상을 강화하는 데 기여했다.

## 황제의 방문
1905년 3월 31일, 독일 황제 빌헬름 2세는 모로코의 탕헤르에 도착하여 술탄 압델라지즈 대표단과 회담했다. 황제는 흰 말을 타고 도시를 순회했다. 독일 공사관에서 행한 연설에서 황제는 술탄의 주권을 지지하기 위해 왔다고 선언했는데, 이는 모로코에 대한 프랑스의 영향력에 대한 도발적인 도전이었다. 술탄은 이후 프랑스가 제안한 정부 개혁안을 거부하고 주요 강대국에게 필요한 개혁에 대해 조언할 회의에 초청장을 보냈다.

## 프랑스의 반응
독일은 프랑스가 다른 유럽 강대국 앞에서 책임을 져야 하는 다자간 회의를 추진했다. 프랑스 외무장관 테오필 델카세는 그러한 회의가 필요 없다고 주장하며 반항적인 태도를 취했다. 이에 대해 독일의 총리인 베른하르트 폰 뷜로는 이 문제로 전쟁을 위협했지만, 이는 허세였다. 빌헬름 2세는 전쟁을 원치 않았으며, 출발 직전 브레멘에서 "나의 역사 연구는 세계 지배를 추구한다는 생각을 갖게 하지 않았다. 내가 꿈꾸는 제국에서 독일 황제는 다른 나라들에게 신뢰받고 정직하고 평화로운 이웃으로 여겨져야 할 것이다"라고 말했다. 위기는 6월 중순에 절정에 달했다. 프랑스는 모든 군 휴가를 취소했고(6월 15일), 독일은 술탄과 방어 동맹을 맺겠다고 위협했다(6월 22일). 프랑스 총리 모리스 루비에는 이 문제로 독일과 전쟁을 벌일 위험을 감수하기를 거부했다. 프랑스 정부가 더 이상 델카세의 정책을 지지하지 않자 델카세는 사임했다. 7월 1일, 프랑스는 회의에 참석하기로 합의했다.
위기는 알헤시라스 회의 전야까지 계속되었으며, 독일은 예비군을 소집하고(12월 30일) 프랑스는 병력을 독일 국경으로 이동시켰다(1월 3일).

### 알헤시라스 회담
1906년 1월 16일부터 4월 7일까지 분쟁을 해결하기 위해 알헤시라스 회담이 소집되어 열렸다. 참석한 13개국 중 독일 대표단은 유일한 지지자가 오스트리아-헝가리뿐임을 알게 되었다. 독일의 타협 시도는 오스트리아-헝가리를 제외한 모든 국가에게 거부되었다. 프랑스는 영국, 러시아, 이탈리아, 스페인, 미국으로부터 확고한 지지를 받았다. 독일은 1906년 3월 31일에 서명된 체면을 살리는 타협안을 수용하기로 결정했다.

## 결과
알헤시라스 회담은 제1차 모로코 위기를 일시적으로 해결했지만, 궁극적으로 제1차 세계 대전으로 이어진 삼국 동맹과 삼국협상 간의 긴장만을 더욱 악화시켰다.
제1차 모로코 위기는 영국이 위기에서 프랑스를 옹호하면서 영불 협상이 강력했음을 보여주었다. 이 위기는 다음 해에 영러 협상과 영-불-스페인 간의 카르타헤나 조약이 체결되는 이유기도 했다. 빌헬름 2세 황제는 굴욕감에 분노했고 다시는 물러서지 않기로 결심했으며, 이는 제2차 모로코 위기에서 독일의 개입으로 이어졌다.

## 같이 보기
- 페르디카리스 사건
- 제2차 모로코 위기

## 더 읽어보기
- Esthus, Raymond A. Theodore Roosevelt and the International Rivalries (1970) pp 66–111.
- Gifford, Prosser, and Alison Smith, eds. Britain and Germany in Africa: imperial rivalry and colonial rule (1967) ch 7
- Massie, Robert K. Dreadnought: Britain, Germany, and the coming of the Great War (Random House, 1991) excerpt see Dreadnought (book), popular history; pp 351–372.
- Mayer, Martin: Geheime Diplomatie und öffentliche Meinung: Die Parlamente in Frankreich, Deutschland und Großbritannien und die erste Marokkokrise 1904–1906. Droste, Düsseldorf 2002, ISBN 3-7700-5242-0 (Beiträge zur Geschichte des Parlamentarismus und der politischen Parteien 133)